# 指物
指物（さしもの）
1. 板を差し合わせて作られた家具や器具の総称、またはその技法。本項で詳述。
2. 髪にさす装身具（髪飾り）の総称。簪（かんざし）・櫛（くし）を参照。
3. 戦国時代以降の武士が、自身の存在・所属・職階などを示すために指している旗や飾り。腰に差すものを「腰指（こしざし）」と呼ぶが、一般的には、戦国時代後半に定着した背中に指すものを言う[2]。旗指物（はたさしもの）。馬印を参照。

## 概要
指物（さしもの）とは、釘などの接合道具を使わずに、木と木を組み合わせて作られた家具・建具・調度品などの総称であり、また、その技法をも指す。
日本語による狭義では、日本の伝統工芸品の指物およびその技法のみを指す。

## 日本の指物
日本でいう「指物」の名の由来については諸説あるが、ホゾや継ぎ手によって材を組むことを「指す」といい、また「物指し」を用いて細工するからともいわれる。指物の技術者を日本では指物師と呼ぶ。
日本において伝統的な指物にはいくつかの流派とも呼べるものが存在するが、特に京都の京指物、東京（旧・江戸）の江戸指物、大阪の大阪唐木指物が有名である。

### 京指物
平安時代の貴族文化に起源を持つ京指物は、室町時代以降、これを専門とする職人（指物師）が現れ、その後の茶道文化とともに発展していった。
朝廷や公家が主に使用したことから優雅で精緻な細工が特徴。無垢板（むくいた）を用いた箪笥・飾り棚・机などの高級和家具のほか、桐・杉・欅・桑などの素材を生かした箱物・板物・挽物（ひきもの）・曲物（まげもの）などの茶道具がある。
1976年（昭和51年）6月2日、京指物は木工品として経済産業大臣指定伝統的工芸品の指定を受けた。現代の主要製造地域は京都市のみ。

### 江戸指物
江戸時代、徳川幕府は全国から多くの職人を呼び、職人町を興し手工業を発達させた。江戸の神田・日本橋周辺の大工町・鍛冶町・紺屋町など。江戸時代の中頃に生まれた指物師は、消費生活の発達につれて大工職の仕事が楢物師（ひものし）・戸障子師・宮殿師などと同じ細分化の一つといわれる。
江戸で発展した江戸指物は、武家や町人・商人によく使用された。その風土ゆえに華美な細工は好まれず、素材の木目の美しさを活かした淡泊な木目に渋味を持ち合わせた漆塗りが好まれた。
1997年（平成9年）5月14日、江戸指物は木工品として経済産業大臣指定伝統的工芸品の指定を受けた。現代の主要製造地域は、東京都の台東区・荒川区・足立区・葛飾区・江東区である。

### 大阪唐木指物
起源は奈良時代に遣唐使を通じて日本に伝えられた唐木製品といわれる。中国より伝えられた珍しい木が使われていたため、「唐の木」を用いた品であるとして「唐木（からき）」と呼び、それが「唐木指物」の名の元となったと考えられている。
安土桃山時代の茶道や書院造りの発展と普及とともに産地形成されてゆく。江戸時代に入ると唐木材は全て長崎に運び込まれ、大坂（大阪）の薬種問屋がこれを引き受けた。
大阪唐木製品は、現在の生活様式に沿うように工夫・改良がされている。拭き漆を重ね、仕上げられる鏡のような光沢のある表面と、重厚な存在感のある唐木が特徴。
1977年（昭和52年）10月14日、大阪唐木指物は木工品として経済産業大臣指定伝統的工芸品の指定を受けた。現代の主要製造地域としては、大阪府のほか、兵庫県姫路市等、奈良県奈良市等、和歌山県有田市、福井県越前市の旧武生市域がある。